# Interpretação de muitos mundos
A Interpretação de muitos mundos (ou IMM) é uma interpretação da mecânica quântica que propõe a existência de múltiplos "universos paralelos". A IMM foi formulada inicialmente por Hugh Everett para a explicação de alguns processos não determinísticos (tais como medição) na mecânica quântica.
Embora varias versões de IMM tenham sido propostas desde o trabalho original de Everett, todas compartilham duas ideias-chave: a primeira delas é a existência de uma função estado para todo universo a qual obedece à equação de Schrödinger para todo tempo e para a qual não há processo de colapso da onda. A segunda ideia é que este estado universal é uma sobreposição quântica de vários, possivelmente infinitos, estados de idênticos universos paralelos não comunicantes. 
As ideias da IMM originaram-se na tese de Ph. D. de Hugh Everett na Universidade de Princeton, mas a frase “muitos mundos” é devida a Bryce DeWitt, que posteriormente desenvolveu algumas das ideias presentes no trabalho original de Everett. A formulação de DeWitt tornou-se tão popular que muitos confundem-na com o trabalho original de Everett.
IMM é uma das muitas hipóteses multiverso na física e na filosofia.

## Muitos mundos e o problema da interpretação
Como outras interpretações da mecânica quântica, a interpretação de muitos mundos é motivada pelo comportamento que pode ser ilustrado pela experiência da dupla fenda. Quando partículas de luz (ou algo semelhante) são conduzidos através de uma dupla-fenda, uma explicação baseada no comportamento de onda para luz é necessária para identificar onde as partículas deverão ser observadas. Já quando as partículas são observadas, elas se mostram como partículas e não como ondas não localizadas. Pela interpretação de Copenhague da mecânica quântica é proposto um processo de "colapso" do comportamento de onda para o de partícula para explicar o fenômeno observado.
Na época em que John von Neumann escreveu seu famoso tratado Mathematische Grundlagen der Quantenmechanik em 1932, o fenômeno do "colapso da função de onda" era acomodado em dentro da formulação matemática da mecânica quântica postulando-se que havia dois processos de transformação da função de onda:
1. A mudança descontínua e de natureza aleatória que é ocasionada pelo processo de observação.
2. A evolução no tempo de um sistema isolado que obedece a equação de Schrödinger, que é determinista.

O fenômeno do colapso da função de onda por (1) proposto pela interpretação Copenhague foi amplamente considerada como artificial e ad-hoc, e consequentemente uma interpretação alternativa na qual o comportamento da medição pudesse ser entendido a partir de um principio físico mais fundamental era amplamente desejável.
A tese de doutorado de Everett tinha a intenção de prover uma interpretação alternativa. Everett propôs que para um sistema composto (por exemplo, aquele formado por uma partícula que interage com o aparato de medição), não se pode associar um estado bem definido a um determinado subsistema. Isto levou a Everett sugerir a noção de estado relativo de um subsistema em relação a outro.
O formalismo de Everett para compreender o processo do colapso da função de onda como um resultado da observação é matematicamente equivalente a superposição de funções de onda. Everett deixou a pesquisa física logo após obter seu Ph.D., tendo como resultado que suas ideias foram desenvolvidas por outros pesquisadores.
O princípio da simultaneidade dimensional, estipula que: dois ou mais objetos físicos, realidades, percepções e objetos não-físicas, podem coexistir no mesmo espaço-tempo. Este princípio tem uma correspondência com a teoria da interpretação de vários mundos, A IMM e a teoria do multiverso de nível III, embora não tenha sido levantada por Hugh Everett, nem por Max Tegmark.

## Visão geral
Na formulação de Everett, um aparato de medição M e um sistema objeto S formam um sistema composto, cada parte do qual antes da medição existem em estados bem definidos (mas tempo-dependentes). A medição é tida como causadora da interação de M e S. Após S interagir com M, não é mais possível descrever ambos sistemas como estados independentes. De acordo com Everett, a única descrição possível de cada sistema são estados relativos: por exemplo o estado relativo de S dado o estado de M ou o estado relativo de M dado o estado de S. Na formulação de DeWitt, o estado de S após a medição é dado pela superposição quântica das historias alternativas de S.
Por exemplo, considere o menor sistema quântico verdadeiro possível S. Este descreve por exemplo, o estado-spin de um elétron. Considerando um eixo especifico (digamos o eixo z) o pólo norte representando o spin "para cima" e o polo sul, spin "para baixo". Os estados de superposição do sistema descrito pela (superfície da) esfera, chamada de esfera de Bloch. Para se executar uma medição em S, deve-se interagi-lo com um outro sistema similar a M. 
Após esta interação, o sistema combinado é descrito por um estado que abrange um espaço de seis dimensões (o motivo para o número 6 é explicado no artigo sobre a esfera de Bloch). Este objeto de 6 dimensões pode também ser concebido a como uma superposição quântica de duas "histórias alternativas" do sistema original S, uma das quais "para cima" foi observada e a outra na qual o "para baixo" foi observado. Cada subsequente medição binária (que é uma interação com o sistema M) causa uma divisão similar na árvore da história. Portanto após três medições, o sistema pode se apresentar como a superposição quântica, o sistema pode ser representado inicialmente como uma superposição quântica de 8= 2 × 2 × 2 cópias do sistema original S.
A terminologia aceita é de algum modo enganosa porque é incorreto considerar o universo esteja se dividindo um certo número de vez.

## Estado relativo
O objetivo do formalismo do estado-relativo, como originalmente proposto Everett em 1957 na sua dissertação de doutorado, foi interpretar o efeito da observação externa englobada inteiramente no arcabouço desenvolvido por Dirac, Von Neumann e outros, descartando totalmente o mecanismo ad-hoc de colapso da função de onda. Desde trabalho original de Everett, tem surgido alguns formalismos similares na literatura. Um destes será discutido na próxima seção.
Do formalismo do estado-relativo, nós podemos obter a interpretação do estado-relativo por duas suposições. A primeira é que a função de onda não é só uma simples descrição do estado do objeto, mas que ela é realmente inteiramente equivalente ao objeto, esta exigência foi muito comum em outras interpretações. A segunda e que o observador não possua uma condição especial, ao contrário da interpretação de Copenhague a qual considera o colapso da função de onda como um tipo especial de evento que ocorre como resultado da observação.
A interpretação de muitos mundos é reconstruída por DeWitt a partir de um formalismo de estado (e interpretação). Everett refere-se ao sistema (tal como o observador) como sendo dividido por uma observação, cada divisão corresponde a um resultado possível de se obter pela observação. Estas divisões geram uma árvore de possibilidade como mostrada no gráfico abaixo. Subsequentemente DeWitt introduziu o termo "mundo" para descrever uma história completa da medição de um observador, a qual corresponde a um caminho iniciado na raiz daquela árvore. Note que "divisão" neste sentido, é dificilmente novo ou inédito na mecânica quântica. A ideia de um espaço de histórias completamente alternativas já foi usada pela teoria da probabilidade desde meados de 1930, por exemplo, para o modelo do movimento Browniano. A inovação no ponto de vista DeWitt's foi que as várias histórias completamente alternativas podem se sobrepor para formar um novo estado. 
No contexto da interpretação de muitos mundos, a equação de Schrödinger influência todos os instantes e lugares. Uma observação ou medição de um objeto por um observador é modelada pela aplicação da equação de onda de Schrödinger a todo sistema englobando o observador e o objeto. Uma consequência é que cada observação pode ser tida como a causadora de divisão da função universal de onda na superposição quântica de dois ou mais ramos não comunicantes, ou "mundos". Desde muitos eventos semelhantes de observação estão constantemente acontecendo, há um enorme número de simultâneos estados de existência simultâneos.
Se um sistema é composto de dois ou mais subsistemas, o estado do sistema típico será uma superposição dos produtos dos estados dos subsistemas. Uma vez que os subsistemas interajam, seus estados não mais completamente independentes. Cada produto dos estados subsistema irão acabar envolvendo no decorrer do tempo o estada dos outros. Os subsistemas se tornaram entrelaçados e não será possível mais considerá-los como sendo independentes. O termo usado por Everett para este entrelaçamento de subsistemas foi estado relativo, desde que cada subsistema deve ser agora considerado relativamente aos outros subsistemas como o qual ele tenha interagido.

## Propriedades comparativas e suporte experimental
Uma das características a se salientar da interpretação de muitos mundos é que o observador não requer de uma construção especial (tal como o colapso da função de onda) para ser explicada. Muitos físicos, por outro lado, não gostam da implicação de haver infinitos universos alternativos não observáveis.
Como desde 2002, não foram feitos experimentos práticos que para distinguir entre as interpretações de muitos mundos e Copenhague, e na ausência de dados amostrais, a escolha de uma delas é de caráter pessoal. Porem, uma das áreas de pesquisa e planejar experimentos os quais possam distinguir entre as várias interpretações da mecânica quântica, embora exista algum ceticismo se esta é mesmo uma questão importante a ser respondida.
Realmente, pode ser argumentado que há uma equivalência matemática entre Copenhague (quando é expressa, por exemplo, como um conjunto de algoritmos para manipulação densidade de estado) e muitos mundos (o qual da as mesmas respostas das de Copenhague usando uma visão matemática mais elaborada) o que parece mostrar que esta empreitada seja impossível. Porem, esta equivalência algorítmica não deve ser verdadeira em escala cosmológica. Foi proposto que em um mundo com infinitos universos alternativos, os universos que se colapsam existem por um tempo menor que os universos que se expandem, este fenômeno pode causar um diferença detectável probabilidade entre as interpretações de muitos mundos e Copenhague.
Na interpretação de Copenhague, a matemática da mecânica quântica permite prever a probabilidades para a ocorrência de vários eventos. Na interpretação de muitos mundos, todos estes eventos ocorrem simultaneamente. O que se obtém por estes cálculos de probabilidade? E porque nos devemos observar, em nossa história, que eventos com alta probabilidade parecem ocorrer com mais frequência?
Uma das respostas para esta questão é dizer que há medição de probabilidade no espaço de todos universos, onde um possível universo é uma arvore completa do universo de ramificação. Isto é o que realmente este calculo produz. Então nos deveríamos esperar encontrar-nos mesmo em um universo com alta probabilidade do que em um de relativamente baixa probabilidade: mesmo que todas as saídas em uma experimento ocorram, elas não ocorrem de igual maneira.
A interpretação de muitos mundos não deve ser confundida com a interpretação com a muitas mentes a qual postula que é somente a mente do observador que se divide ao invés de todo universo.

## Um exemplo simples
Considere-se formalmente o exemplo apresentado na introdução. Considere um par de partículas de spin 1/2, A e B, na qual nos unicamente consideraremos o spin observável (em particular sua mudança de posição). Como um sistema isolado, A partícula A é descrita por um Espaço de Hilbert de duas dimensões HA; similarmente a partícula B é descrita por um Espaço de Hilbert HB. O sistema composto é descrito pelo produto tensor:
{\displaystyle H_{\mathrm {A} }\otimes H_{\mathrm {B} }}
o qual é de dimensão 2 x 2. Se A e B não estão interagindo, o conjunto de tensores puros
{\displaystyle |\phi \rangle \otimes |\psi \rangle }
é invariante no que se refere a evolução temporal; de fato, nos somente consideramos os observáveis do spin para os quais as partículas isoladas são invariantes, o tempo não terá efeito a prior na observação. Porém, após a interação, o estado do sistema composto é um possível estado de entrelaçamento quântico, o qual não é um tensor puro. 
O estado de entrelaçamento mais geral é uma soma 
{\displaystyle \Phi =\sum _{\ell }|\phi _{\ell }\rangle \otimes |\psi _{\ell }\rangle }
Para este estado corresponde um operador linear HB → HA o qual aplica estados puros para estados puros. 
{\displaystyle T_{\Phi }=\sum _{\ell }|\phi _{\ell }\rangle \otimes \langle \psi _{\ell }|.}
Esta aplicação (essencialmente numa normalização modular do estado) é o aplicação do estado relativo definido por Everett, como associado a um estado puro de B correspondente a estado relativo(puro) associado de A. Mais precisamente, há uma única decomposição polar de
TΦ tal que
{\displaystyle T_{\Phi }=US\quad }
e U é uma aplicação isométrica definido em algum subespaço de HB. Veja também decomposição de Schmidt.
Note que a matriz de densidade do sistema composto é pura. Porém, é também possível considerar a matriz densidade reduzida descrevendo a partícula A isolada tomando o traço parcial sobre os estados da partícula B. A matriz de densidade reduzida, ao contrario da matriz original descreve um estado misto. Este exemplo em particular é baseado no paradoxo EPR.
O exemplo anterior pode ser generalizado facilmente para sistemas arbitrários A, B sem nenhuma restrição na dimensão de espaço de Hilbert correspondente. Em geral, o estado relativo é uma aplicação linear isométrica definida no subespaço de HB para valores em HA.

## Traço parcial e estado relativo
A transformação de um sistema quântico resultante do processo de medição, tal como na experiência de dupla fenda discutida acima, pode ser facilmente descrita matematicamente de uma forma que seja consistente a maioria dos formalismos matemáticos. Nos iremos apresentar uma destas descrições, também chamada de estado reduzido, baseada no conceito traço parcial, o qual pode ser processo pela interação, resume para um tipo de conhecimento formalismo muitos mundos. Isto então é um pequeno passo do formalismo de muitos mundos para a interpretação de muitos mundos.
Por definição, assumir-se-á que o sistema sempre é uma partícula tal como o elétron. A discussão do estado reduzido e muitos mundos não é diferente no caso que se nos considerarmos qualquer outro sistema físico, incluindo um "sistema observador". No que se segue, nos deveremos considerar não somente estados puros para o sistema, mas mais genericamente estados mistos. 
Estes são certamente operadores lineares no espaço Hilbertiano H descrevendo o sistema quântico. Sem dúvida, como vários cenários medição apontados, o conjunto de estados puros não relacionados com a medição. Matematicamente, a matriz de densidade são misturas estatísticas de estados puros. Operacionalmente um estado misto pode ser identificado como a agrupamento estatístico resultante de um especifico procedimento preparação laboratorial.

### Estados coerentes como estados relativos
Suponha que tenhamos um agrupamento de partículas tal que o estado S dele é puro. Isto significa que haverá um vetor unitário ψ em H tal que S é o operador dado em notação bra-ket pela fórmula seguinte:
{\displaystyle S=|\psi \rangle \langle \psi |}
Agora consideremos um experimento para determinar se a partícula deste agrupamento tem uma propriedade particular: Por exemplo, a propriedade poderia ser a localização da partícula em alguma região A do espaço. O experimento pode ser preparado para se comportar seja como uma medição de um observador ou seja como um filtro. Como uma medição, determinará que a variável Q assume o valor 1 se a partícula se encontra em A e 0 no caso contrário. Como um filtro, ele deixará passar somente aquelas partículas que se encontram em A e impedindo a passagem das outras.
Matematicamente, uma propriedade é dada pela sua projeção autoadjunta E no espaço de Hilbert H: Aplicando o filtro para um pacote de partículas, algumas delas serão rejeitadas, e outras passam. Agora será possível mostrar que uma operação de filtro ocasiona o "colapso" do estado puro como no seguinte exemplo: prepara-se um novo estado composto dado pelo operador densidade
{\displaystyle S_{1}=|E\psi \rangle \langle \psi E|+|F\psi \rangle \langle \psi F|}
onde F = 1 - E.
Para ver isto, note-se que como um resultado da medição, o estado das partículas imediatamente após a medição é um eigevetor de Q, que é um dos dois estados puros...
{\displaystyle {\frac {1}{\|E\psi \|^{2}}}|E\psi \rangle \quad {\mbox{ or }}\quad {\frac {1}{\|F\psi \|^{2}}}|F\psi \rangle .}
com as respectivas probabilidades 
{\displaystyle \|E\psi \|^{2}\quad {\mbox{ or }}\quad \|F\psi \|^{2}.}
A forma matemática da de apresentação deste estado combinado é pela utilização de combinação convexa de estados puros:
{\displaystyle \|E\psi \|^{2}\times {\frac {1}{\|E\psi \|^{2}}}|E\psi \rangle \langle E\psi |+\|F\psi \|^{2}\times {\frac {1}{\|F\psi \|^{2}}}|F\psi \rangle \langle F\psi |,}
na qual o operados S1 acima.
Comentário. O uso da palavra colapso neste contexto é de alguma maneira diferente daquela usada na explicação da interpretação de Copenhague. Nesta discussão não se irá referir a um colapso ou transformação da onda em nenhuma parte, mas particularmente da transformação de um estado puro em um estado misto.
As considerações precedente são completamente padrões da maioria dos formalismos da mecânica quântica. Agora considere um sistema "ramificado" o qual seguindo espaço de Hilbert é
{\displaystyle {\tilde {H}}=H\otimes H_{2}\cong H\oplus H}
onde H2 é uma espaço de Hilbert bi-dimensional com vetores de base {\displaystyle |0\rangle } and {\displaystyle |1\rangle }. A ramificação no espaço pode ser entendida como um sistema composto constituído do sistema original (do qual agora é um subsistema) juntamente com um sistema não-interativo subordinado qbit simples. No sistema ramificado, considere o estado entrelaçado
{\displaystyle \phi =|E\psi \rangle \otimes |0\rangle +|F\psi \rangle \otimes |1\rangle \in {\tilde {H}}}
Nós podemos expressar este estado na matriz de densidade formatado como {\displaystyle |\phi \rangle \langle \phi |}. Multiplicando resulta em:
{\displaystyle {\bigg (}|E\psi \rangle \langle E\psi |\ \otimes \ |0\rangle \langle 0|{\bigg )}\,+\,{\bigg (}|E\psi \rangle \langle F\psi |\ \otimes \ |0\rangle \langle 1|{\bigg )}\,+\,{\bigg (}|F\psi \rangle \langle E\psi |\ \otimes \ |1\rangle \langle 0|{\bigg )}\,+\,{\bigg (}|F\psi \rangle \langle F\psi |\ \otimes \ |1\rangle \langle 1|{\bigg )}}
O traço parcial do estado misto foi obtido pela somatória dos coeficientes do operador de {\displaystyle |0\rangle \langle 0|} and {\displaystyle |1\rangle \langle 1|} na expressão acima. Isto resulta em estado misto em H. De fato, este estado misto é idêntico ao estado composto "pós filtragem" S1 acima.
Sumarizando, nos temos descrição matemática do efeito do filtro para a partícula no estado puro ψ no seguinte caminho:
- O estado original é ampliado com sistema qubit subordinado.

- O estado puro do sistema original é substituído por um estado de entrelaçamento puro de um sistema subordinado e

- O estado pós-filtro do sistema é o traço parcial do estado entrelaçado para o estado subordinado.

### Ramificações múltiplas
No curso do tempo de vida do sistema esperar-se-ia que muitos eventos de filtragem ocorressem. A cada um destes eventos, uma ramificação ocorre. De forma que isto seja consistente com estrutura de ramificação como descrito na ilustração acima, nos deveremos mostrar que se um evento de filtragem ocorre em um dos caminhos do nodo raiz da árvore, então teremos que assumir que ele ocorrera em todas as ramificações. Isto mostra que a árvore é consideravelmente simétrica, que é para cada nodo n da árvore, a forma da árvore não muda pelo intercâmbio da subárvores imediatamente abaixo deste nodo n.
De forma a mostrar esta propriedade de uniformidade de ramificação, note que alguns cálculos resultam no mesmo se o estado original de S é composto. De fato, o estado pós-filtragem será o operador de densidade:
{\displaystyle S_{1}=ESE+FSF\quad }
O estado S1 é o caminho parcial de 
{\displaystyle {\bigg (}ESE\,\otimes \,|0\rangle \langle 0|{\bigg )}+{\bigg (}ESF\,\otimes \,|0\rangle \langle 1|{\bigg )}+{\bigg (}FSE\,\otimes \,|1\rangle \langle 0|{\bigg )}+{\bigg (}FSF\,\otimes \,|1\rangle \langle 1|{\bigg )}.}
Isto significa que cada medição subsequente (ou ramificação) ao longo de um destes caminhos da raiz da árvore para um nodo folha corresponde a uma ramificação homologa ao longo de cada caminho. Isto garante a simetria da árvore de muitos mundos em relação a rotação os nodos filhos de cada nodo.

### Operadores quânticos gerais
Nas duas seções anteriores, tem-se a representação da operação de medição em sistemas quânticos em termos de estados relativos. De fato existe uma classe mais ampla de operadores que devem ser considerados: estes são conhecidos como operadores quânticos. Considerado as operações com operadores densidade no sistema de espaço Hilbertiano H, isto se dará da seguinte forma:
{\displaystyle \gamma (S)=\sum _{i\in I}F_{i}SF_{i}^{*}}
onde I é um conjunto finito ou indexado infinitamente comutável. Os operadores Fi são chamados de operadores de Kraus. 
'Teorema. Dado 
{\displaystyle \Phi (S)=\sum _{i,j}F_{i}SF_{j}^{*}\,\otimes \,|i\rangle \langle j|}
Então
{\displaystyle \gamma (S)=\operatorname {Tr} _{H}(\Phi (S)).}
Além disso, o mapeamento V definido por
{\displaystyle V|\psi \rangle =\sum _{\ell }|F_{\ell }\psi \rangle \,\otimes \,|\ell \rangle }
é tal como
{\displaystyle \Phi (S)=VSV^{*}\quad }
Se γ é uma operador quântico que preserva o caminho, então V é um mapa linear isométrico
{\displaystyle V:H\rightarrow H\otimes \ell ^{2}(I)\cong H\oplus H\oplus \cdots \oplus H}
Onde a soma direta de Hilbert e feita sobre todas as copias de H indexadas pelos elementos de I. Podemos considerar tais mapas Φ como embutidos. Em particular:
Corolário. Qualquer operador quântico que preserve o caminho é a composição de uma isometria embutida e um caminho parcial.
Isto sugere que o formalismo de muitos mundos pode ser considerado para uma classe mais geral de transformações da mesma forma que foi feita para uma simples medição.

### Ramificação
Em geral, pode-se mostrar a propriedade da ramificação uniforme da árvore como se segue: Se
{\displaystyle \gamma (S)=\operatorname {Tr} _{H}VSV^{*}\quad }
e
{\displaystyle \delta (S)=\operatorname {Tr} _{H}WSW^{*},\quad }
onde
{\displaystyle V|\psi \rangle =\sum _{\ell \in I}|F_{\ell }\psi \rangle \,\otimes \,|\ell \rangle }
e 
{\displaystyle W|\phi \rangle =\sum _{i\in J}|G_{i}\phi \rangle \,\otimes \,|i\rangle }
então um calculo fácil mostra
{\displaystyle \delta \circ \gamma (S)=\operatorname {Tr} _{H}{\bigg \{}{\bigg (}W\otimes \operatorname {id} _{\ell ^{2}(I)}\,\circ \,V{\bigg )}S{\bigg (}W\otimes \operatorname {id} _{\ell ^{2}(I)}\,\circ \,V{\bigg )}^{*}{\bigg \}}.}
Isto também demonstra que entre as medições propriamente ditas dos operadores quânticos (isto é, não-unitária), podemos interpolar uma arbitraria evolução unitária.

## Aceitação da interpretação de muitos mundos
Há uma ampla gama de pontos a serem considerados na interpretação de "muitos mundos". É frequentemente salientado (ver a referência a Barret) que Everett por si mesmo não estava inteiramente consciente do que ela significava. Além disso, popularmente tem-se usado frequentemente a interpretação de muitos mundos para justificar afirmações a respeito do relacionamento entre a consciência e o mundo material. Fora destas interpretações new-age, interpretações do tipo "muitos mundos" são consideradas suficientemente coerentes.
Por exemplo, um a votação entre 72 físicos de destaque, conduzida pelo pesquisador Americano David Raub em 1995 e publicada em um periódico Francês Sciences et Avenir em Janeiro de 1998, registrou que aproximadamente 60% acreditavam que a interpretação de muitos mundos era verdadeira. Max Tegmark (veja referencia para sua web page abaixo) também relata o resultado de uma pesquisa feita no Seminário de mecânica quântica de 1997. De acordo com Tegmark, "A interpretação de muitos mundo está cotada em segundo lugar, confortavelmente à frente das histórias consistentes e interpretações de Bohm." Outras votações não cientificas têm sido feitas noutras conferências: ver por exemplo o blogue de Michael Nielsen  o qual relata algumas destas votações. Porém, o valor destas votações é um tanto discutível.
Um dos mais fortes defensores da Interpretação de muitos mundos é David Deutsch. De acordo com Deutsch, o padrão de interferência observado com um único no experimento de dupla fenda, pode ser explicado pela interferência das fotos nos múltiplos universos. Visto desta forma, o experimento de interferência de um único fóton é indistinguível de um experimento de vários fótons. De um ponto de vista mais prático, numa das suas mais recentes publicações de computação quântica (Deutsch 1985), ele sugere que o paralelismo que resulta da validade da IMM poderia conduzir a "um método pelo qual certas tarefas probabilísticas poderiam ser feitas mais rápidas por um computador quântico universal do que por qualquer um com restrições clássicas ".
Asher Peres foi um crítico aberto a IMM, por exemplo, em uma seção em seu livro texto de 1993 com o título Interpretação de Everett e outras teorias bizarras . De fato, Peres questiona se MWI é realmente uma "interpretação" ou mesmo se interpretações da mecânica quântica são mesmo necessárias. Além disso, a interpretação de muitos mundos pode ser considerada como meramente uma transformação formal, a qual não adiciona nenhuma regra instrumentalista (i.e. estatístico) à mecânica quântica. Talvez mais significativo, Peres parece sugerir a crença da existência de um número infinito de universos não-comunicantes que somente piora o problema que supõem tentar resolver.
IMM é considerada por alguns como sendo não testável, porque os múltiplos universos paralelos são não comunicáveis no sentido que informação não pode passar entre eles. Além disso, como também foi salientado (por exemplo, por Peres) que votações de "aprovação" tais como as mencionadas acima não podem ser usadas como evidência da correção ou não de uma teoria em particular.